# آتش‌سوزی ۲۰۱۹ سورت
آتش‌سوزی ۲۰۱۹ سورت (انگلیسی: 2019 Surat fire) در ۲۴ مه در یک مجتمع تجاری در منطقه سارتانا در بخش سورت گجرات هندوستان روی داد. آتش باعث مرگ ۲۲ دانشجو و جراحت عده ای دیگر که در یک مرکز آموزشی در این مجتمع بودند، شد. آتش با یک اتصالی برق در طبقه همکف شروع شد. دانشجویان به دلیل خراب شدن پلکان چوبی در محل خود محبوس شده بودند. سه نفر در این رابطه دستگیر شده‌اند.

## شرح واقعه و تلفات
آتش‌سوزی در یک مجتمع تجاری به نام تکشاشیلا آرکاد، واقع در منطقه سارتانا، سورت رخ داد. استودیو طراحی هوشمند، مرکز آموزشی، در گنبد موقت که بر روی تراس ساختمان ساخته شده بود قرار داشت. آتش‌سوزی بین ۳:۴۵ و ۴ بعد از ظهر به وقت محلی به وقوع پیوست. یک اتصال کوتاه الکتریکی آتش را در طبقه همکف نزدیک یک راه پله در قسمت عقب ساختمان آغاز کرد. آتش بلافاصله پخش می‌شود، طبقه سوم و گنبد موقت بر روی تراس ساختمان فرو می‌ریزد، در آن زمان حدود ۵۰ تا ۷۰ دانش آموز در مرکز آموزشی حضور داشتند. دو فروشگاه و چند وسیله نقلیه پارک شده در نزدیکی ساختمان نیز در این آتش‌سوزی نابود شدند.
مأموران آتش‌نشانی با ۱۹ ماشین آتش‌نشانی وارد صحنه شدند و توانستند تعدادی از دانشجویان را نجات دهند.
در مجموع ۲۲ دانش آموز شامل ۱۸ دختر و ۴ پسر، بین ۱۵ تا ۲۲ ساله کشته شدند. از این تعداد، ۱۶ دانش آموز به علت آتش‌سوزی یا گرمازدگی و خفگی، ۳ تن از آنها هنگام خروج از ساختمان و ۳ نفر به دلیل جراحات شدید در بیمارستان جان خود را از دست دادند.